# إكرام الظاهري
إكرام الظاهري هي لاعبة تايكوندو تونسية تُشارك في منافسات الوزن أقل من 49 كيلوغرام للسيدات. 

## المشاركات والميداليات
شاركت إكرام الظاهري في عدة نسخ من بطولة إفريقيا للتايكوندو، وحصلت منها على ثلاث ميداليات (فضيتان وبرونزية واحدة) في منافسات الوزن أقل من 49 كيلوغرام للسيدات في أعوام 2018 و2021 و2023، وفي عام 2022 لم تستكمل مشاركتها في بطولة إفريقيا للتايكوندو بسبب تعرضها لإصابة أدت إلى كسر في الترقوة استدعى تدخلا جراحيا عاجلا مما اضطرها للعودة إلى تونس على الفور. شاركت إكرام الظاهري أيضًا في دورة الألعاب الإفريقية عام 2019، ودورة ألعاب البحر الأبيض المتوسط عام 2022، وبطولة العالم للتايكوندو عامي 2019 و2023، ويوضح الجدول التالي أهم المُسابقات والبطولات التي شاركت فيها إكرام الظاهري، وأبرز الميداليات والألقاب التي حققتها في البطولات والمسابقات المختلفة:
| العام | المسابقة                             | المكان                            | المنافسات                                | الترتيب/الميدالية                   | ملاحظات                                                                                                   |
| ----- | ------------------------------------ | --------------------------------- | ---------------------------------------- | ----------------------------------- | --- |
| 2018  | بطولة افريقيا للتايكوندو             | أغادير، المغرب                    | منافسات الوزن أقل من 49 كيلوغرام للسيدات | المركز الثاني (الميدالية الفضية)    | احتلت المركز الثاني في البطولة بعدما خسرت المباراة النهائية بالنقطة الذهبية أمام اللاعبة المصرية نور حسين |
| 2019  | بطولة العالم للتايكوندو              | مانشستر، المملكة المتحدة          | منافسات الوزن أقل من 49 كيلوغرام للسيدات | لم تتأهل                            | حرجت من الدور ربع النهائي للبطولة بعدما خسرت أمام اللاعبة الكورية يانيا انغيري                            |
| 2019  | دورة الألعاب الإفريقية               | الرباط، المغرب                    | منافسات الوزن أقل من 44 كيلوغرام للسيدات |                                     | [ 3 ] |
| 2019  | كأس رئيس الاتحاد الاوروبي للتايكوندو | أنطاليا، تركيا                    | منافسات الوزن أقل من 49 كيلوغرام للسيدات | المركز الثالث (الميدالية البرونزية) | [ 4 ] |
| 2021  | بطولة افريقيا للتايكوندو             | داكار، السنغال                    | منافسات الوزن أقل من 49 كيلوغرام للسيدات | المركز الثالث (الميدالية البرونزية) | [ 5 ] |
| 2022  | بطولة العرب المفتوحة للتايكوندو      | الفجيرة، الإمارات العربية المتحدة | منافسات الوزن أقل من 49 كيلوغرام للسيدات | المركز الثاني (الميدالية الفضية)    | [ 6 ] |
| 2022  | ألعاب البحر الأبيض المتوسط           | وهران، الجزائر                    | منافسات الوزن أقل من 49 كيلوغرام للسيدات | لم تتأهل                            | خرجت من الدور ربع النهائي بعد خسارتها أمام اللاعبة الكرواتية برونا دوفانيتش بنتيجة 9-11                   |
| 2022  | بطولة افريقيا للتايكوندو             | رواندا                            | منافسات الوزن أقل من 49 كيلوغرام للسيدات | لم تتأهل                            | انسحبت ولم تستكمل مباريات البطولة بسبب تعرضها للإصابة.                                                    |
| 2023  | بطولة افريقيا للتايكوندو             | أبيدجان، ساحل العاج               | منافسات الوزن أقل من 49 كيلوغرام للسيدات | المركز الثاني (الميدالية الفضية)    | احتلت المركز الثاني بعدما خسرت في المباراة النهائية أمام اللاعبة المصرية حنا خطاب                         |
| 2023  | بطولة مصر الدولية للتايكوندو         | العاصمة الإدارية الجديدة، مصر     | منافسات الوزن أقل من 48 كيلوغرام للسيدات | المركز الثاني (الميدالية الفضية)    | [ 11 ] |
| 2023  | بطولة العالم للتايكوندو              | باكو، أذربيجان                    | منافسات الوزن أقل من 49 كيلوغرام للسيدات |                                     | [ 12 ] |